# Sebastián de Belalcázar

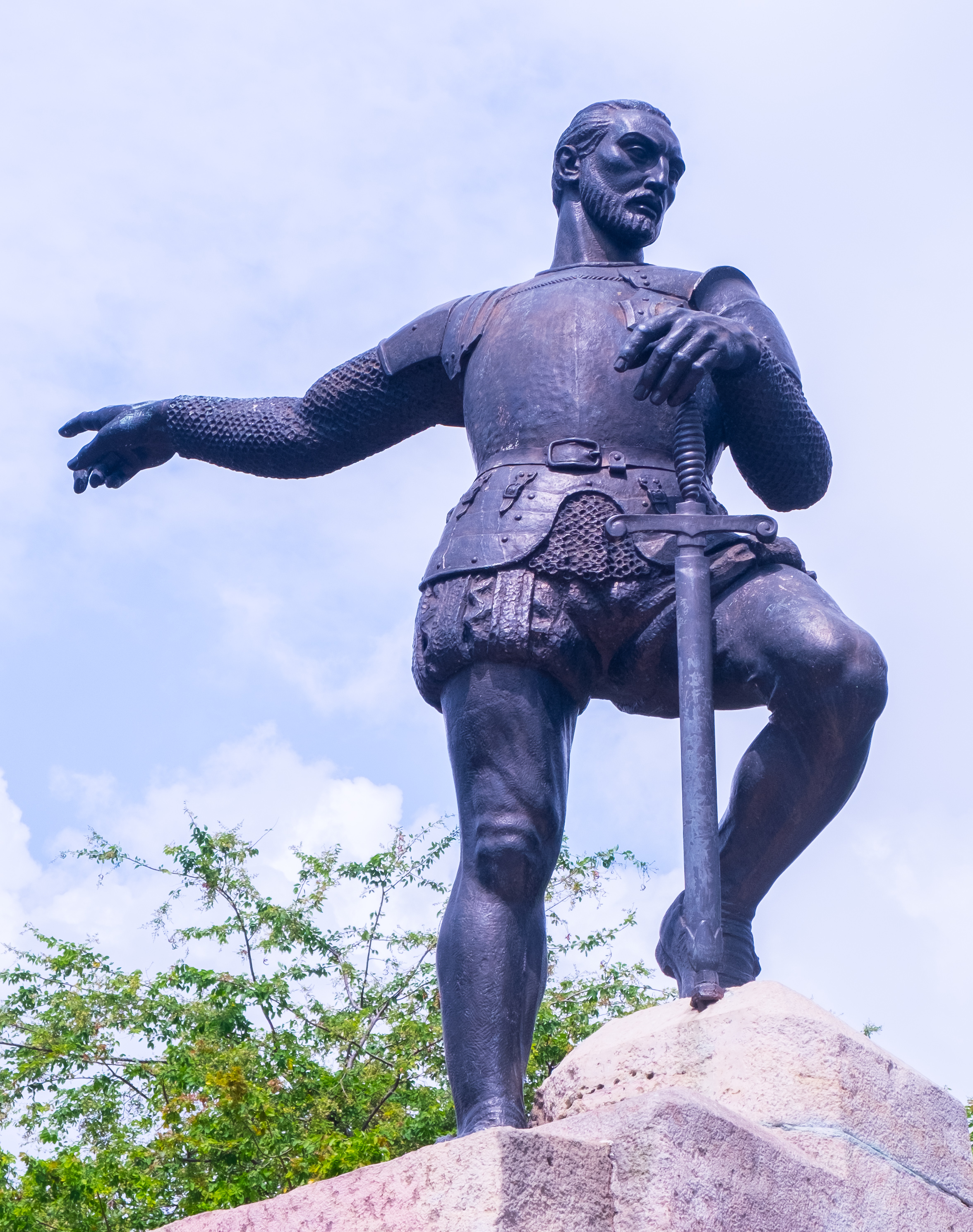
Monumento a Sebastián de Belalcázar

Sebastián de Belalcázar (Belalcázar, 1480 – Cartagena, 21 aprile 1551) è stato un esploratore e conquistador spagnolo.

## Biografia
Sebastián de Belalcázar fu il primo capitano di Pizarro nella conquista degli Inca nel 1535.
Pizarro lo mandò a conquistare l'Ecuador, a lui si deve la fondazione di San Francisco de Quito. Più tardi, nel 1537 disertò per condurre il suo esercito verso le montagne alla ricerca di ricchezze e soprattutto della leggendaria città di El Dorado.
Nello stesso anno altre cinque spedizioni partirono per la medesima ragione, in particolare ci furono quella di Gonzalo Jiménez de Quesada e di Nikolaus Federmann, rispettivamente un avvocato e un banchiere che esplorarono la giungla della Colombia e le paludi del Venezuela.
Ciascuna delle tre spedizioni percorse quasi mille miglia attraverso territori inesplorati e impervi e ogni gruppo ignorava l'esistenza degli altri due.
Nel febbraio del 1539 le tre spedizioni si incontrarono simultaneamente sull'altopiano Cundinamarca, abitato dalla popolazione Chibcha.
Sebastián de Benalcázar morì quando si preparava per rientrare in Spagna pochi anni dopo essere stato condannato.